# Henrik Berger
Henrik Berger (16 maggio 1969) è un ex calciatore svedese, di ruolo centrocampista.

## Carriera

### Club
Berger cominciò la carriera con la maglia del Degerfors, riuscendo a debuttare nell'Allsvenskan nel 1993. Nel 1997 passò ai norvegesi del Molde, per poi trasferirsi al Brage. Dopo un biennio al Karlskoga, tornò al Degerfors nel 2000 e vi rimase fino al 2007.